# Beschäftigungspolitik der Europäischen Union

Flagge der Europäischen Union

Die Beschäftigungspolitik der Europäischen Union umfasst alle Maßnahmen, mit denen die Europäische Union die Beschäftigung zu fördern versucht. Rechtsgrundlage für ihre Tätigkeit in diesem Bereich sind Art. 145 bis Art. 150 des Vertrags über die Arbeitsweise der Europäischen Union (AEUV). Gemäß Art. 5 AEUV ist die Beschäftigungspolitik eines derjenigen Politikfelder, in denen die Europäische Union koordinierende Aufgaben hat, insbesondere die Festlegung von Leitlinien. Die Umsetzung dieser Leitlinien in konkrete Maßnahmen und Gesetze ist hingegen weitgehend den einzelnen Mitgliedstaaten überlassen.
Neben ihrer Koordinationstätigkeit nach Art. 145-150 AEUV muss die Union gemäß Art. 9 AEUV auch bei Aktivitäten in anderen Politikfeldern grundsätzlich „den Erfordernissen im Zusammenhang mit der Förderung eines hohen Beschäftigungsniveaus“ Rechnung tragen. Beschäftigungspolitische Ziele werden insbesondere auch mit den Mitteln der EU-Strukturfonds verfolgt, v. a. mit Mitteln des Europäischen Sozialfonds (ESF).

## Geschichte
Bereits der Vertrag zur Gründung der Europäischen Wirtschaftsgemeinschaft (EWG) von 1957 nannte als ausdrückliches Ziel für die Verwendung der Mittel des ESF, "die Beschäftigungsmöglichkeiten der Arbeitnehmer zu verbessern" (Art. 3 lit. i EWG-Vertrag von 1957). Der im Jahr 1960 auf der Grundlage dieses Vertrages (Art. 123 ff.) eingerichtete Fonds fungierte jedoch zunächst lediglich als eine Erstattungskasse für bereits durchgeführte Programme der Mitgliedstaaten; förderfähig waren nach der ursprünglichen ESF-Konzeption (bis 1972) Maßnahmen zur Umschulung sowie zur Umsiedlung von Arbeitskräften sowie Lohnkostenzuschüsse für Arbeitnehmer, die durch innerbetriebliche Umstrukturierungen vorübergehend von Lohneinbußen betroffen waren.
Wie auch im Bereich der EWG-Sozialpolitik besaß die Gemeinschaft jedoch keine Kompetenz zur Entwicklung einer eigenständigen Beschäftigungspolitik. Während Maßnahmen im Bereich der Sozialpolitik immerhin zur Flankierung der Marktintegration entwickelt wurden, wurden positive Beschäftigungseffekte gerade als Auswirkung der Errichtung des Europäischen Binnenmarktes erwartet.
Einen ersten Ansatz zu einer Koordinierung der Beschäftigungspolitiken der Mitgliedstaaten unter dem Dach der EG/EU unternahm die Europäische Kommission 1993 mit der Veröffentlichung ihres Weißbuches Wachstum, Wettbewerbsfähigkeit, Beschäftigung. Inhaltlich war dieses Weißbuch sehr vage gehalten, selbst wenn vielfältige Möglichkeiten zur Beschäftigungsförderung vorgestellt und den Mitgliedstaaten empfohlen wurden. Dabei standen jedoch angebotsorientierte Maßnahmen zur Erhöhung der Flexibilität der Arbeitnehmer oder zur Verbesserung der Berufsausbildungssysteme unverbunden neben Vorschlägen zu nachfrageseitiger Beschäftigungsförderung, beispielsweise durch umfangreiche öffentliche Investitionsprogramme. Kennzeichnend war jedoch der Grundsatz einer doppelten Subsidiarität in dem Sinne, dass privater Beschäftigung der Vorrang vor öffentlicher gegeben werden sollte und nationalen Maßnahmen der Vorrang vor europäischen. Eine Koordinierung zwischen den verschiedenen, voneinander unabhängigen Akteuren der Beschäftigungspolitik – europäische und nationale Institutionen sowie Verbände von Arbeitnehmern und Arbeitgebern – wurde für wichtiger erachtet als eine kohärente, einheitliche Gemeinschaftspolitik.
Die wichtigste Folge des Weißbuches für die EU-Beschäftigungspolitik war, dass in der Folge der Europäische Rat ein einheitliches System zur Beobachtung der Beschäftigungspolitik und -entwicklung in den Mitgliedstaaten initiierte, dessen Instrumente zur Grundlage der Koordinierung der Beschäftigungspolitik ab 1997 wurden.
1997 wurde die Beschäftigungspolitik durch den Vertrag von Amsterdam als eigenständiger Titel in den EG-Vertrag aufgenommen. Bereits vor dem Inkrafttreten dieser Vertragsänderung verabschiedete der Europäische Rat im November 1997 anlässlich einer Sondertagung über Beschäftigungsfragen die ersten gemeinschaftlichen Beschäftigungspolitischen Leitlinien.
Diese Leitlinien wurden im Rahmen der modifizierten Lissabon-Strategie für Wachstum und Beschäftigung in die Grundzüge der Europäischen Union integriert und sind nun zentrales Instrument der im März 2010 aufgenommenen Wirtschaftsstrategie Europa 2020. Diese Zehnjahresstrategie hat das Ziel Beschäftigung und intelligentes, nachhaltiges und integratives Wachstum zu schaffen.

## Instrumente
Nach Art. 148 AEU-Vertrag wird der verfahrensrechtliche Ablauf für eine koordinierte Beschäftigungsstrategie geregelt. Das Verfahren für die Erstellung und Umsetzung der Beschäftigungsstrategie sieht eine jährliche Prüfung durch den Europäischen Rat vor. Anhand eines gemeinsamen Berichtes des Ministerrats und der Kommission wird die Beschäftigungslage des jeweiligen EU-Mitgliedstaates vom Rat analysiert und entsprechende Schlussfolgerungen daraus gezogen. Auf deren Grundlage legt der Ministerrat auf Vorschlag der Kommission mit qualifizierter Mehrheit die beschäftigungspolitischen Leitlinien fest. Wichtig ist hierbei, dass zunächst das Europäische Parlament, der Wirtschafts- und Sozialausschuss, der Ausschuss der Regionen sowie der Beschäftigungsausschuss angehört werden. Gemäß Art. 148 Abs. 2 AEU-Vertrag sind die Mitgliedsstaaten dazu verpflichtet, die Leitlinien zu berücksichtigen. Eine vollständige Umsetzung und Erreichung der Kernziele sind jedoch nicht vorgeschrieben.
Jeder Mitgliedsstaat berichtet dem Rat der EU sowie der Kommission jährlich über die Durchführung seiner Beschäftigungspolitik. Nach einer Stellungnahme des Beschäftigungsausschusses prüft der Rat die Umsetzung der Leitlinien und kann den Mitgliedsstaaten mit qualifizierter Mehrheit Empfehlungen geben. Daraufhin erstellen Rat und Kommission einen neuen Jahresbericht für den Europäischen Rat.
Gleichwohl ist die Beschäftigungsstrategie in erster Linie als politischer Prozess ausgelegt. Sie entspricht der Offenen Methode der Koordinierung. Diese beruht auf der gemeinschaftlichen Festsetzung politischer Ziele, deren Umsetzung in der Zuständigkeit der Nationalstaaten verbleibt. Sowohl geplante Maßnahmen als auch tatsächlich erreichte Ergebnisse werden allerdings in geregelten Verfahren evaluiert (sog. Monitoring) und untereinander verglichen (sog. Benchmarking). Dies ist verbunden mit einem systematischen und kontrollierten Ansatz des Lernens voneinander (Best practices).
Es handelt sich bei der EU-Beschäftigungspolitik mithin um eine Form politischer Koordinierung und Steuerung, die im Wesentlichen auf einer grundsätzlichen Bereitschaft zur Zusammenarbeit, zum gegenseitigen Austausch von Informationen und zum politischen Lernen beruht.

## Ergebnisse
Wichtigstes Ergebnis der EU-Beschäftigungspolitik sind die jährlichen veröffentlichten Beschäftigungspolitischen Leitlinien sowie die an die Mitgliedstaaten gerichteten Empfehlungen. Um politischen Druck auf einzelne Mitgliedstaaten auszuüben, können diese Empfehlungen veröffentlicht werden, was auch regelmäßig geschieht. Die beschäftigungspolitischen Leitlinien gelten als wichtigstes Steuerungsinstrument.
Die neuen beschäftigungspolitischen Leitlinien nehmen auf drei der fünf Kernziele des neuen strategischen Konzepts der EU Bezug:
- Erhöhung der Beschäftigungsquote von Frauen und Männern, Abbau der strukturellen Arbeitslosigkeit und Förderung der Arbeitsplatzqualität. Hierzu wurde das folgende Kernziel formuliert: Die Beschäftigungsquote der 20- bis 64-jährigen Frauen und Männer bis zum Jahr 2020 soll auf 75 % erhöht werden.
- Heranbildung von Arbeitskräften, deren Qualifikationen den Anforderungen des Arbeitsmarkts entsprechen, und Förderung des lebenslangen Lernens. Ein Kernziel wird hierzu nicht benannt.
- Steigerung der Qualität und Leistungsfähigkeit der allgemeinen und beruflichen Bildungssysteme auf allen Ebenen und Verbesserung des Zugangs zur Hochschulbildung oder zu einer gleichwertigen Bildung. Das hier formulierte Kernziel betrifft die Senkung der Schulabbrecherquote auf unter 10 % und die Erhöhung des Anteils der 30- bis 34-Jährigen mit hochschul- oder gleichwertigen Abschluss auf mindestens 40 %.
- Bekämpfung von gesellschaftlicher Ausgrenzung und Armut. Das dritte Kernziel beinhaltet die Bewahrung von mind. 20 Mio. Menschen vor Armutsrisiko und gesellschaftlicher Ausgrenzung.

Angesichts des primär politischen Charakters der Europäischen Beschäftigungsstrategie kann deren Wirkung kaum exakt bestimmt werden; mittel bis langfristig ist jedoch ein Konvergenzprozess der nationalen Beschäftigungspolitiken zu erwarten.